# Joy to the World (sång av Three Dog Night)
Joy to the World är en popsång skriven av Hoyt Axton, och inspelad av den amerikanska popgruppen Three Dog Night. Låten utgavs som singel tidigt 1971 och blev gruppens andra singeletta i USA, en position den behöll i mer än en månad. Efter bara två månader hade singeln sålt guld i USA. Den medtogs sedan på studioalbumet Naturally. Texten är lättviktig och positiv, och börjar med frasen "-Jerimiah was a bullfrog" (bullfrog=oxgroda), för att sedan gå in en sektion om att dricka vin och njuta av livets goda sidor.
Låten finns med i filmer som Människor emellan (1983), Forrest Gump (1994), 28 dagar (2000) och Pojkarna i mitt liv (2001).

## Listplaceringar, Three Dog Night
| Lista (1970)   | Position              |
| -------------- | --------------------- |
| Australien     | 7 (Go Set)            |
| Danmark        | 9 (DR "Top Ti")       |
| Kanada         | 1 (RPM)               |
| Nederländerna  | 25                    |
| Nya Zeeland    | 12 (NZ Listner)       |
| Sverige        | 12 (Kvällstoppen)     |
| Sverige        | 5 (Tio i topp)        |
| Storbritannien | 24 (UK Singles Chart) |
| USA            | 1 (Billboard Hot 100) |
| Västtyskland   | 17                    |